# Prílep
Prílep (macedònic: Прилеп, turc Pirlepe) és una municipalitat al sud de Macedònia del Nord. Prílep també és el nom de la ciutat on hi ha la seu municipal.
El municipi limita amb els de Txaixka i Dòlneni al nord, Kavadarci a l'est, Krivogaštani, Mogila i Novaci a l'oest i Grècia al sud.

## Demografia
La població del municipi és de 76.768 dels que 70.000 viuen la ciutat de Prílep, i la resta a les viles suburbanes. La població el 1990 superava ja els 40.000 habitants. Segons el darrer cens macedoni, els macedonis són 64 527, els gitanos 4 421, Serbis 315, turcs 254, albanesos 29 i altres.
Per la divisió territorial de 2003, va absorbre els municipis de Topolčani i Vitolište que eren atribuïts a Bítola. Sense ells, la població del municipi de Bítola era de 71 899 el 1994, i 73,351 en el darrer cens. La població el 2003 de Topolčani el 1994 era de 3 385, i en el darrer cens de 2 923. La població de Vitolište el 1994 era de 882, i de 494 en el darrer cens. Amb la divisió actual els municipis de Capari i Bistrica foren atribuïts a Bítola i la seva població arriba a 76.768.
Hi ha 59 assentaments urbans i rurals.

## Història
Prílep fou fundada sobre les ruïnes de la ciutat clàssica d'Estiberra, una ciutat grega i després part de l'Imperi Romà que el 268 fou arrasada pels gots (tot i que va romandre parcialment habitada). Apareix amb el nom de Prílep el 1014, sent el lloc on el tsar búlgar Samuel se suposa que va patir un atac de cor quan va saber que milers dels seus soldats havien estat cegats pels bizantins després de la batalla de Clídion. El nom Prílep vol dir "Penjat a una muntanya" i era un castell aïllat a no gaire distància del qual hi havia una vila que portà el mateix nom. De Bizanci va passar al segon Imperi Búlgar el 2101 però els bizantins la van recuperar el 1246. Va restar bizantina fins al 1334 quan Esteve Dušan la va conquerir; a la mort d'Esteve la ciutat fou part del principat de Vukasin que el 1366 es va proclamar rei a Prílep, controlant un territori a l'oest de Macedònia centrat a la ciutat. Mort Vukasin a la batalla del riu Maritsa el 1371 contra els otomans, el seu fill Marko Kraljevic va regnar a Prílep com a vassall turc fins que va morir el 1395 a la batalla de Rovine. Llavors va passar a domini directe dels otomans; les tropes de Marko es van posar al servei dels turcs i va esdevenir sipahis cristians- Prílep fou centre d'un kadilik que anava de la frontera grega actual (al sud) fins al Solunska Glava, el cim més alt de Macedònia (2540 metres, al nord). Als segles xv i xvi era un kada. Es van fundar durant el segle xvi nombrosos pobles turcs a l'entorn.
Evliya Çelebi va visitar la ciutat el 1660/1661 i diu te tenia unes mil cases. El 1807 François Fouqueville va estar a la ciutat i també dona unes mil (o mil cent) cases el que mostra un estancament, ben detectat al segle xviii. Però al segle xix va tenir un gran desenvolupament i la població es va multiplicar, especialment els cristians (que van multiplicar el seu nombre per cinc). Un gran incendi el 1856/1857 va frenar l'expansió però molt breument, perquè es va recuperar tot seguit. Al final del segle va arribar a més de 24.000 habitants (16.700 cristians). El 1900 la regió incloïa 141 pobles. En aquestos anys, els darrers del domini otomà, fou la metròpoli de la Macedònia del nord.
El 1912 fou ocupada pels serbis i al final de les guerres va quedar en mans de Sèrbia (1913). Durant la I Guerra Mundial fou ocupada pels búlgars. Va ser després part del regne dels Serbis, Croats i Eslovens i de Iugoslàvia. Durant la Segona Guerra Mundial fou altre cop ocupada per Bulgària, i després de la guerra fou inclosa (dins Iugoslàvia) a la República Socialista de Macedònia fins al 1991. En aquest any la república va esdevenir independent. Els habitants turcs van marxar després del 1950 però els musulmans pomaks i albanesos hi van restar.

## Ciutats agermanades
- Topoľčany, Eslovàquia